# Aminoalkoholy
Aminoalkoholy jsou organické sloučeniny, které mají v molekule alespoň jednu aminovou i hydroxylovou skupinu navázanou na alifatický či alicyklický uhlovodíkový řetězec. Mohou obsahovat primární (-NH2), sekundární (-NHR) nebo terciární (-NRR') aminové skupiny. Jejich nejvýznamnější skupinou jsou alkanolaminy odvozené od alkanolů (necyklických nasycených alkoholů).

## 2-Aminoalkanoly

Strukturní vzorec ethanolaminu, aminoalkoholu odvozeného od ethanolu

Významnou skupinou aminoalkoholů jsou 2-aminoalkoholy; často vznikají reakcemi aminů s epoxidy. Některé z těchto látek se používají jako rozpouštědla či vysokovroucí zásady a nebo jako meziprodukty při syntetických reakcích.

### Příklady
- Ethanolamin a jeho deriváty
- Aminomethylpropanol
- Heptaminol
- Isoetarin
- Propanolamin a jeho deriváty
- Sfingosiny
- Methanolamin (nejjednodušší aminoalkohol)
- Dimethylethanolamin
- N-Methylethanolamin

## Betablokátory
Jedna ze skupin betablokátorů se často nazývá alkanolaminové betablokátory. K těmto látkám patří mimo jiné:
- Propranolol
- Pindolol

## Přírodní látky
Většina bílkovin a peptidů obsahuje jak aminové, tak i alkoholové funkční skupiny. Dvě běžné aminokyseliny lze zařadit mezi aminoalkoholy, jsou to serin a hydroxyprolin.
- Veratridin a veratrin
- Tropanové alkaloidy jako například atropin
- Hormony adrenalin a noradrenalin

## Vznik aminoalkoholů z aminokyselin
V podstatě každá aminokyselina může být hydrogenována za vzniku příslušného aminoalkoholu, například z prolinu takto vznikne prolinol a z valinu se vytvoří valinol.